# 戈耳狄俄斯之结

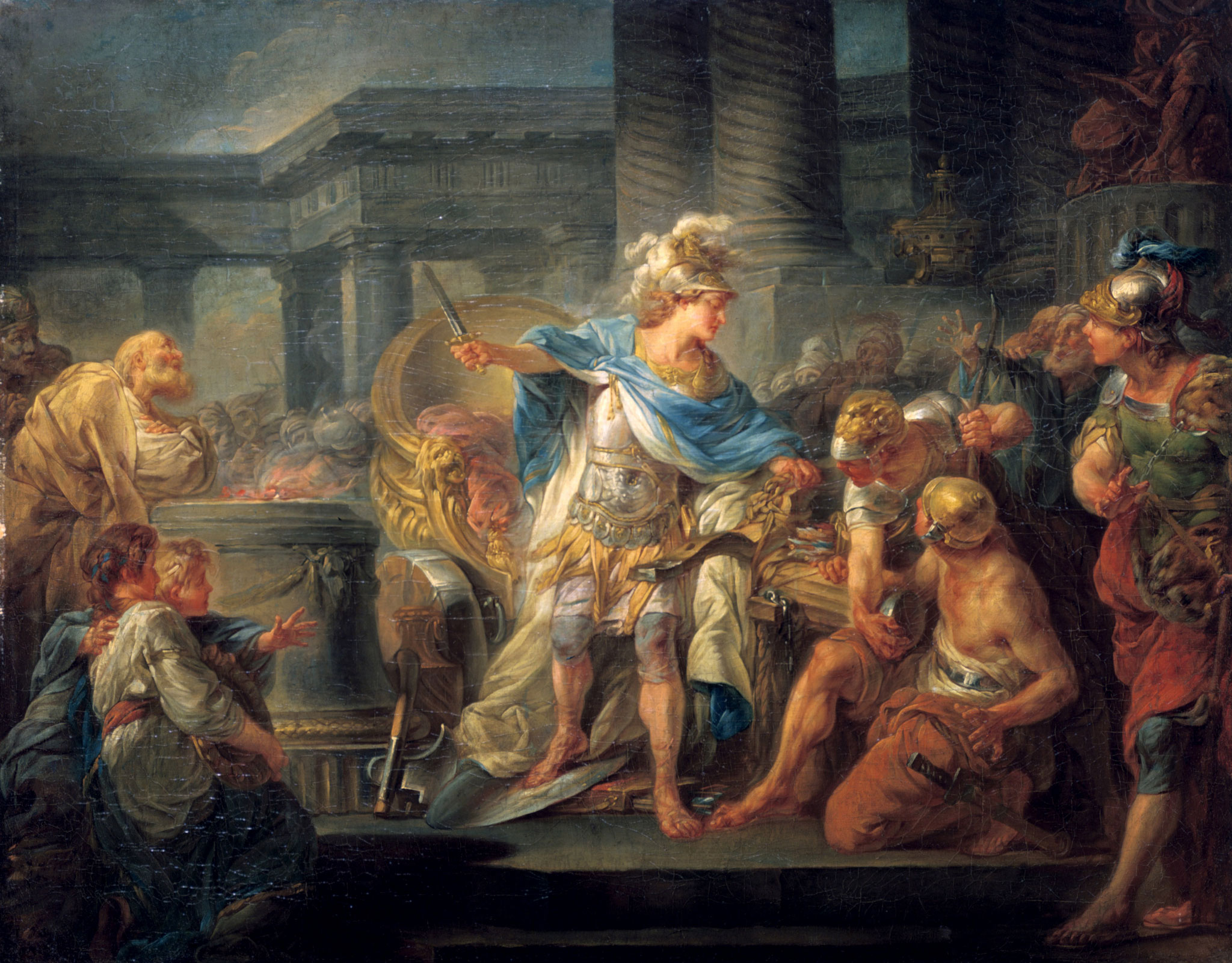
亞歷山大大帝砍斷戈耳狄俄斯之結

戈耳狄俄斯之结（古希腊语：δεσμός Γορδιου）是传说亚历山大大帝在弗里吉亚首都戈尔迪乌姆时的砍断的一个著名的绳结。该典故一般作为使用非常规方法解决不可解决之问题的隐喻。
根据传说，这个结在绳结外面没有绳头。亚历山大大帝来到弗里吉亚见到这个绳结之后，拿出剑将其劈为两半，解开了这个结。当夜下起了雷雨，军中预言家亚里斯坦德宣称这是宙斯的喜悦，将赐予亚历山大许多胜利。
后世作家记录了一个神谕：解开戈耳狄俄斯之结之人就可当亚细亚之王。这个预言后来得到应验。

## 来历
传说这个绳结的制作者名叫戈耳狄俄斯（Gordius），他是很早以前弗里吉亚（Phrygia）的国王。
戈耳狄俄斯原本是农夫出身。一天在他耕地时，一只鹰突然落在牛轭上不肯离开，于是他赶着牛车往城里的神庙中寻求帮助。在城门口碰到一位同乡的女祭司，女祭司愿和他同行。戈耳狄俄斯当时尚未结婚，被女祭司青春美貌所打动，在途中向她求婚，女祭司答应了。
正当此时，弗里吉亚国王去世，他无儿无女，王位出现空缺。国人得到神谕说未来的国王与王后正坐着牛车往这儿赶。国人找到戈耳狄俄斯，要他登上王位。
戈耳狄俄斯忽然间又得江山又得美人，对萨巴兹乌斯（後來希臘人認為是宙斯）感激不尽。为表达谢意，他决定把那辆为他带来好运的牛车献给宙斯。为防止别人把车偷走，他用绳子把车牢牢捆住，并打下了一个难解的结。这便是“戈耳狄俄斯之结”的由来。

## 被引
莎士比亚的戏剧《亨利五世》第一幕中有这样的台词：
Turn him to any cause of policy, 

The Gordian Knot of it he will unloose, 

Familiar as his garter 

随便什么国家大事到了他手里，

不可解的结也就解开了

——好像他是在随手解他的袜带子。——莎士比亚, Henry V, Act 1 Scene 1. 45–47